# Херик (Јужна Дакота)
Херик (енгл. Herrick) град је у америчкој савезној држави Јужна Дакота.

## Демографија
По попису из 2010. године број становника је 105, што је 0 (0,0%) становника више него 2000. године.
| Група             | 2000.      | 2010.      |
| Белци             | 99 (94,3%) | 86 (81,9%) |
| Афроамериканци    | 1 (1,0%)   | 0 (0,0%)   |
| Азијати           | 0 (0,0%)   | 0 (0,0%)   |
| Хиспаноамериканци | 3 (2,9%)   | 1 (1,0%)   |
| Укупно            | 105        | 105        |